# Agenci T.A.R.C.Z.Y.
Agenci T.A.R.C.Z.Y. (ang. Marvel’s Agents of S.H.I.E.L.D.) – amerykański serial fantastycznonaukowy na podstawie komiksów wydawnictwa Marvel Comics opowiadający o fikcyjnej organizacji S.H.I.E.L.D. stworzonej przez Stana Lee i Jacka Kirby’ego. Inspiracją do powstania serialu był film krótkometrażowy Marvel One-Shot: Przedmiot 47. Serial ten jest częścią franczyzy Filmowego Uniwersum Marvela.
Produkowany był przez ABC Studios, Marvel Television oraz Mutant Enemy Productions. Twórcami serialu byli: Joss Whedon, Jed Whedon i Maurissa Tancharoen. Jed Whedon, Tancharoen i Jeffrey Bell byli showrunnerami serialu. W głównych rolach wystąpili: Clark Gregg, Ming-Na Wen, Chloe Bennet, Iain De Caestecker, Elizabeth Henstridge, Henry Simmons, Natalia Cordova-Buckley, Jeff Ward, John Hannah, Nick Blood, Adrianne Palicki, Brett Dalton i Luke Mitchell.
Serial emitowany był na antenie ABC od 24 września 2013 do 12 sierpnia 2020 roku. Wyemitowanych zostało 7 sezonów i 136 odcinków serialu. W Polsce emitowany on był na kanale Fox Polska od 28 stycznia 2014 roku, a od 6 października 2017 roku dostępny był w serwisie Showmax.
10 maja 2013 roku ABC zamówiła serial na sezon telewizyjny 2013/14. 8 maja 2014 roku, stacja ABC zamówiła drugi sezon, a 7 maja 2015 roku, trzeci. Natomiast 3 marca 2016 roku ogłoszono zamówienie 4 sezonu, a 11 maja 2017, piątego. 14 maja 2018 roku serial otrzymał szósty sezon, a 16 listopada tego samego roku został on przedłużony o siódmy sezon. 18 lipca 2019 roku poinformowano, że siódmy sezon będzie ostatnim.

## Fabuła
W pierwszym sezonie agent Phil Coulson tworzy małą grupę agentów T.A.R.C.Z.Y., której celem jest zajęcie się nietypowymi misjami. Jednym z zadań jest projekt „Stonoga”, za którym stoi tajemniczy lider, „Jasnowidz”. Odkrywają, że za projektem stoi Hydra, która przeniknęła w głąb T.A.R.C.Z.Y.. Coulson wraz z zespołem poszukuje również odpowiedzi na pytanie w jaki sposób został przywrócony do życia po wydarzeniach w filmie Avengers.
Po zniszczeniu T.A.R.C.Z.Y., w drugim sezonie, Coulson zostaje jej dyrektorem oraz ze swoją grupą zaufanych agentów zmaga się z odbudowaniem organizacji i zaufania do niej władz, walką z Hydrą oraz tajemnicą rasy Inhumans.
W trzecim sezonie Coulson rozpoczyna tajną misję skonstruowania grupy „Secret Warriors”, zbudowanej z Inhumans, a Hydra sprowadza na ziemię starożytnego przedstawiciela tej rasy, Hive’a, na ziemię.
Po pokonaniu Hive’a i Hydry, w świetle „Porozumień Sokowii”, w czwartym sezonie T.A.R.C.Z.A. staje się ponownie legalną organizacją. Coulson powraca do bycia agentem, jego zadaniem jest śledzenie superludzi, w tym Robbiego Reyes’a / Ghost Ridera. Natomiast Leo Fitz i doktor Holden Radcliffe pracują nad projektem „Life Model Decoys” oraz wirtualną rzeczywistością „Framework”, w której ostatecznie cała drużyna zostaje uwięziona.
Po wydostaniu się z niej Coulson i jego drużyna, w sezonie piątym, zostają porwani i teleportowani w przyszłość do kosmicznej stacji, w której została umieszczona ludzkość przez Kree po zagładzie Ziemi. Po powrocie do teraźniejszości Coulson umiera. W szóstym sezonie drużyna została rozbita na dwie części. Pierwsza z nich wyruszyła na poszukiwania Fitza, który utknął w kosmosie, a druga próbuje powstrzymać grupę najemników dowodzoną przez Sarge’a, który wygląda jak Coulson.
Siódmy sezon pokazuje podróż drużyny w towarzystwie androida LMD ze świadomością Coulsona po różnych epokach dziejów T.A.R.C.Z.Y. z przeszłości, aby powstrzymać rasę Chronicomów, którzy chcą zmienić Ziemię w ich nowy dom, Chronikę-3 i wymazać istnienie T.A.R.C.Z.Y. z historii.

## Obsada
| Postać                                     | Aktor / aktorka                        | Pierwszy odcinek                                | Sezon 1      | Sezon 2      | Sezon 3      | Sezon 4      | Sezon 5      | Sezon 6      | Sezon 7      | Przypisy                                      |
| Główne role                                | Główne role                            | Główne role                                     | Główne role  | Główne role  | Główne role  | Główne role  | Główne role  | Główne role  | Główne role  | Główne role                                   |
| ------------------------------------------ | -------------------------------------- | ----------------------------------------------- | ------------ | ------------ | ------------ | ------------ | ------------ | ------------ | ------------ | --------------------------------------------- |
| Phil CoulsonSarge                          | Clark Gregg                            | 101 Pierwsze zadanie                            | główna       | główna       | główna       | główna       | główna       | główna       | główna       | [ 2 ] [ 3 ] [ 4 ] [ 5 ] [ 6 ] [ 7 ]           |
| Phil CoulsonSarge                          | Clark Gregg                            | 601 Missing Pieces                              |              |              |              |              |              | główna       |              | [ 8 ]                                         |
| Melinda May                                | Ming-Na Wen                            | 101 Pierwsze zadanie                            | główna       | główna       | główna       | główna       | główna       | główna       | główna       | [ 9 ] [ 3 ] [ 4 ] [ 5 ] [ 10 ] [ 11 ] [ 12 ]  |
| Grant WardHive                             | Brett Dalton                           | 101 Pierwsze zadanie                            | główna       | główna       | główna       | drugoplanowa |              |              |              | [ 13 ] [ 3 ] [ 4 ] [ 14 ] [ 15 ]              |
| Grant WardHive                             | Brett Dalton                           | 305 4 722 godziny                               |              |              | główna       |              | gościnna     |              |              | [ 13 ] [ 3 ] [ 4 ] [ 14 ] [ 15 ]              |
| Daisy „Skye” Johnson Quake                 | Chloe Bennet                           | 101 Pierwsze zadanie                            | główna       | główna       | główna       | główna       | główna       | główna       | główna       | [ 16 ] [ 3 ] [ 4 ] [ 5 ] [ 17 ] [ 11 ] [ 12 ] |
| Leo Fitz                                   | Iain De Caestecker                     | 101 Pierwsze zadanie                            | główna       | główna       | główna       | główna       | główna       | główna       | gościnna     | [ 18 ] [ 3 ] [ 4 ] [ 5 ] [ 19 ] [ 11 ] [ 20 ] |
| Jemma Simmons                              | Elizabeth Henstridge                   | 101 Pierwsze zadanie                            | główna       | główna       | główna       | główna       | główna       | główna       | główna       | [ 18 ] [ 3 ] [ 4 ] [ 5 ] [ 19 ] [ 11 ] [ 12 ] |
| Lance Hunter                               | Nick Blood                             | 201 Cienie                                      |              | główna       | główna       |              | gościnna     |              |              | [ 21 ] [ 4 ] [ 22 ]                           |
| Bobbi Morse                                | Adrianne Palicki                       | 205 Wrogie terytorium                           |              | główna       | główna       |              |              |              |              | [ 23 ] [ 24 ] [ 4 ]                           |
| Mack MacKenzie                             | Henry Simmons                          | 201 Cienie                                      |              | drugoplanowa | główna       | główna       | główna       | główna       | główna       | [ 25 ] [ 26 ] [ 5 ] [ 27 ] [ 11 ] [ 12 ]      |
| Lincoln Campbell                           | Luke Mitchell                          | 216 Życie po życiu                              |              | drugoplanowa | główna       |              |              |              |              | [ 28 ] [ 29 ]                                 |
| Holden Radcliffe                           | John Hannah                            | 318 Osobliwość                                  |              |              | drugoplanowa | główna       |              |              |              | [ 30 ] [ 31 ]                                 |
| Elena „Yo–Yo” Rodriguez                    | Natalia Cordova-Buckley                | 311 Odbicie się od dna                          |              |              | drugoplanowa | drugoplanowa | główna       | główna       | główna       | [ 32 ] [ 33 ] [ 34 ] [ 35 ] [ 11 ] [ 12 ]     |
| Deke Shaw                                  | Jeff Ward                              | 501 Orientacja Część pierwsza                   |              |              |              |              | drugoplanowa | główna       | główna       | [ 36 ] [ 11 ] [ 12 ]                          |
| Role drugoplanowe                          |                                        |                                                 |              |              |              |              |              |              |              |                                               |
| Mike Peterson Deathlok                     | J. August Richards                     | 101 Pierwsze zadanie                            | drugoplanowa | gościnna     |              |              | gościnna     |              |              | [ 37 ] [ 38 ] [ 39 ]                          |
| Ian Quinn                                  | David Conrad                           | 103 Cenny nabytek                               | drugoplanowa |              |              |              | gościnna     |              |              | [ 40 ] [ 41 ]                                 |
| Raina                                      | Ruth Negga                             | 105 Dziewczyna w kwiecistej sukience            | drugoplanowa | drugoplanowa |              |              | gościnna     |              |              | [ 42 ] [ 43 ] [ 41 ]                          |
| Victoria Hand                              | Saffron BurrowsRachele Schank          | 107 Centrala                                    | drugoplanowa |              |              |              |              |              | gościnna     | [ 44 ] [ 45 ]                                 |
| Davis                                      | Maximilian Osinski                     | 109 Naprawy                                     | gościnna     |              |              | drugoplanowa | drugoplanowa | drugoplanowa | gościnna     | [ 46 ] [ 47 ] [ 20 ]                          |
| Anne Weaver                                | Christine Adams                        | 112 Nasiona                                     | gościnna     | drugoplanowa |              |              |              |              |              | [ 48 ] [ 49 ]                                 |
| John Garrett Jasnowidz                     | Bill PaxtonJames Paxton                | 114 T.A.H.I.T.I.                                | drugoplanowa |              |              |              |              |              | gościnna     | [ 50 ] [ 51 ]                                 |
| Antoine Triplett                           | B.J. Britt                             | 114 T.A.H.I.T.I.                                | drugoplanowa | drugoplanowa |              | gościnna     |              |              |              | [ 52 ] [ 3 ] [ 53 ]                           |
| Glenn Talbot                               | Adrian Pasdar                          | 118 Boża opatrzność                             | gościnna     | drugoplanowa | drugoplanowa | drugoplanowa | drugoplanowa |              |              | [ 54 ] [ 55 ] [ 56 ] [ 57 ] [ 58 ]            |
| Billy, Eric, Sam, Thurston i Ernest Koenig | Patton Oswalt                          | 118 Boża opatrzność                             | gościnna     | drugoplanowa |              | gościnna     |              |              | gościnna     | [ 54 ] [ 21 ] [ 59 ] [ 60 ] [ 61 ]            |
| Calvin Johnson                             | Kyle MacLachlan                        | 122 Początek końca                              | gościnna     | drugoplanowa |              |              |              |              |              | [ 62 ]                                        |
| Daniel Whitehall                           | Reed Diamond                           | 201 Cienie                                      |              | drugoplanowa | gościnna     |              | gościnna     |              |              | [ 21 ] [ 63 ] [ 58 ]                          |
| Sunil Bakshi                               | Simon Kassianides                      | 201 Cienie                                      |              | drugoplanowa |              | gościnna     |              |              |              | [ 64 ] [ 65 ]                                 |
| Carl Creel                                 | Brian Patrick Wade                     | 201 Cienie                                      |              | gościnna     | gościnna     |              | drugoplanowa |              |              | [ 66 ] [ 67 ] [ 68 ]                          |
| Kara Palamas Agentka 33                    | Maya Stojan                            | 203 Nawiązywanie przyjaźni i wpływanie na ludzi |              | drugoplanowa |              |              |              |              |              | [ 69 ]                                        |
| Jiaying                                    | Dichen Lachman                         | 208 Skrywane sprawy                             |              | drugoplanowa |              |              |              |              | gościnna     | [ 70 ] [ 71 ]                                 |
| Gordon                                     | Jamie Harris                           | 210 Co się z nimi stanie                        |              | drugoplanowa |              |              |              |              |              | [ 49 ]                                        |
| Andrew Garner Lash                         | Blair Underwood                        | 213 Jedno z nas                                 |              | gościnna     | drugoplanowa |              |              |              |              | [ 72 ] [ 73 ]                                 |
| Andrew Garner Lash                         | Matt Willig                            | 301 Prawa natury                                |              |              | drugoplanowa |              | gościnna     |              |              | [ 74 ] [ 15 ]                                 |
| Robert Gonzales                            | Edward James Olmos                     | 214 Miłość w czasach Hydry                      |              | drugoplanowa |              |              |              |              |              | [ 75 ]                                        |
| Oliver                                     | Mark Allan Stewart                     | 214 Miłość w czasach Hydry                      |              | drugoplanowa |              |              |              |              |              | [ 49 ]                                        |
| Kebo                                       | Daz Crawford                           | 222 S.O.S. cz.2                                 |              | gościnna     | drugoplanowa |              |              |              |              | [ 76 ] [ 77 ]                                 |
| Rosalind Price                             | Constance Zimmer                       | 301 Prawa natury                                |              |              | drugoplanowa |              |              |              |              | [ 78 ] [ 79 ]                                 |
| Luther Banks                               | Andrew Howard                          | 301 Prawa natury                                |              |              | drugoplanowa |              |              |              |              | [ 80 ]                                        |
| Joey Gutierrez                             | Juan Pablo Raba                        | 301 Prawa natury                                |              |              | drugoplanowa |              |              |              |              | [ 74 ] [ 79 ]                                 |
| Werner von Strucker                        | Spencer Treat Clark                    | 302 Cel w maszynie                              |              |              | drugoplanowa |              | drugoplanowa |              |              | [ 81 ] [ 82 ]                                 |
| Gideon Malick                              | Powers BootheCameron Palatas           | 306 Ukryty pośród nas…                          |              |              | drugoplanowa |              |              |              | gościnna     | [ 83 ] [ 63 ] [ 84 ]                          |
| Giyera                                     | Mark Dacascos                          | 308 Wiele głów, jedna historia                  |              |              | drugoplanowa |              |              |              |              | [ 85 ]                                        |
| Anderson                                   | Alexander Wraith                       | 315 Czasoprzestrzeń                             |              |              | drugoplanowa | drugoplanowa |              |              |              | [ 86 ] [ 87 ]                                 |
| Polly Hinton                               | Lola Glaudini                          | 315 Czasoprzestrzeń                             |              |              | gościnna     |              | drugoplanowa |              |              | [ 86 ] [ 84 ]                                 |
| J.T. James Hellfire                        | Axle Whitehead                         | 316 Raj utracony                                |              |              | drugoplanowa | gościnna     |              |              |              | [ 63 ] [ 88 ]                                 |
| Nathaniel Malick                           | Joel Dabney CourtneyThomas E. Sullivan | 316 Raj utracony                                |              |              | gościnna     |              |              |              | drugoplanowa | [ 63 ] [ 89 ]                                 |
| Piper                                      | Briana Venskus                         | 319 Nieudane eksperymenty                       |              |              | gościnna     | drugoplanowa | drugoplanowa | drugoplanowa | gościnna     | [ 90 ] [ 46 ] [ 68 ] [ 20 ]                   |
| Aida „Ophelia” Madame Hydra                | Amanda Rea Mallory Jansen              | 322 Ascendencja                                 |              |              | gościnna     | drugoplanowa |              |              |              | [ 91 ] [ 92 ] [ 93 ]                          |
| Robin Hinton                               | Lexy Kolker Willow Hale                | 322 Ascendencja                                 |              |              | gościnna     |              | drugoplanowa |              |              | [ 89 ] [ 94 ]                                 |
| Robbie Reyes Ghost Rider                   | Gabriel Luna                           | 401 Duch                                        |              |              |              | drugoplanowa |              |              |              | [ 95 ]                                        |
| Gabe Reyes                                 | Lorenzo James Henrie                   | 401 Duch                                        |              |              |              | drugoplanowa |              |              |              | [ 46 ]                                        |
| Lucy Bauer                                 | Lilli Birdsell                         | 401 Duch                                        |              |              |              | drugoplanowa |              |              |              | [ 96 ]                                        |
| Nathanson                                  | Blaise Miller                          | 401 Duch                                        |              |              |              | drugoplanowa |              |              |              | [ 97 ]                                        |
| Prince                                     | Ricardo Walker                         | 401 Duch                                        |              |              |              | drugoplanowa |              |              |              | [ 46 ]                                        |
| Jeffrey Mace Patriota                      | Jason O’Mara                           | 402 Nowy szef                                   |              |              |              | drugoplanowa |              |              |              | [ 98 ]                                        |
| Ellen Nadeer                               | Parminder Nagra                        | 403 Powstanie                                   |              |              |              | drugoplanowa |              |              |              | [ 99 ]                                        |
| Burrows                                    | Patrick Cavanaugh                      | 403 Powstanie                                   |              |              |              | drugoplanowa |              |              |              | [ 87 ]                                        |
| Eli Morrow                                 | José Zúñiga                            | 404 Pozwól mi ogrzać się przy Twoim ognisku     |              |              |              | drugoplanowa |              |              |              | [ 88 ]                                        |
| Anton Ivanov                               | Zach McGowan                           | 412 Niebezpieczna sprawa                        |              |              |              | drugoplanowa | gościnna     |              |              | [ 60 ] [ 100 ]                                |
| Hope Mackenzie                             | Jordan Rivera                          | 417 Tożsamość i zmiana                          |              |              |              | drugoplanowa |              |              |              | [ 101 ]                                       |
| Enoch Coltrane                             | Joel Stoffer                           | 422 Koniec świata                               |              |              |              | gościnna     | drugoplanowa | drugoplanowa | drugoplanowa | [ 102 ] [ 102 ] [ 103 ] [ 7 ]                 |
| Tess                                       | Eve Harlow                             | 502 Orientacja Część druga                      |              |              |              |              | drugoplanowa |              |              | [ 36 ]                                        |
| Grill                                      | Pruitt Taylor Vince                    | 502 Orientacja Część druga                      |              |              |              |              | drugoplanowa |              |              | [ 36 ]                                        |
| Ava                                        | Tunisha Hubbard                        | 502 Orientacja Część druga                      |              |              |              |              | drugoplanowa |              |              | [ 103 ]                                       |
| Kasius                                     | Dominic Rains                          | 502 Orientacja Część druga                      |              |              |              |              | drugoplanowa |              |              | [ 103 ]                                       |
| Sinara                                     | Florence Faivre                        | 502 Orientacja Część druga                      |              |              |              |              | drugoplanowa |              |              | [ 103 ]                                       |
| Flint                                      | Coy Stewart                            | 503 Życie za życie                              |              |              |              |              | drugoplanowa | gościnna     | gościnna     | [ 36 ] [ 104 ] [ 20 ]                         |
| Hale                                       | Catherine Dent                         | 505 Spojrzenie wstecz                           |              |              |              |              | drugoplanowa |              |              | [ 89 ]                                        |
| Ruby Hale                                  | Dove Cameron                           | 511 Nareszcie w domu                            |              |              |              |              | drugoplanowa |              |              | [ 105 ]                                       |
| Candice Lee                                | Shontae Saldana                        | 511 Nareszcie w domu                            |              |              |              |              | drugoplanowa |              |              | [ 68 ]                                        |
| Qovas                                      | Peter Mensah                           | 514 Kompleks Diabła                             |              |              |              |              | drugoplanowa |              |              | [ 100 ]                                       |
| Snowflake                                  | Brooke Williams                        | 601 Missing Pieces                              |              |              |              |              |              | drugoplanowa |              | [ 106 ]                                       |
| Jaco                                       | Winston James Francis                  | 601 Missing Pieces                              |              |              |              |              |              | drugoplanowa |              | [ 106 ]                                       |
| Pax                                        | Matt O’Leary                           | 601 Missing Pieces                              |              |              |              |              |              | drugoplanowa |              | [ 106 ]                                       |
| Marcus Benson                              | Barry Shabaka Henley                   | 601 Missing Pieces                              |              |              |              |              |              | drugoplanowa |              | [ 107 ]                                       |
| Julian                                     | Matthew Law                            | 601 Missing Pieces                              |              |              |              |              |              | drugoplanowa |              |                                               |
| Toad                                       | TJ Alvarado                            | 603 Fear and Loathing on the Planet of Kitson   |              |              |              |              |              | drugoplanowa |              | [ 108 ]                                       |
| Boyle                                      | Scott Kruse                            | 603 Fear and Loathing on the Planet of Kitson   |              |              |              |              |              | drugoplanowa |              | [ 108 ]                                       |
| Malachi                                    | Christopher James Baker                | 603 Fear and Loathing on the Planet of Kitson   |              |              |              |              |              | drugoplanowa |              | [ 107 ]                                       |
| Trevor Khan                                | Shainu Bala                            | 604 Code Yellow                                 |              |              |              |              |              | drugoplanowa |              | [ 104 ]                                       |
| Izel                                       | Karolina Wydra                         | 607 Toldja                                      |              |              |              |              |              | drugoplanowa |              | [ 107 ]                                       |
| Wilfred Malick                             | Darren BarnetNeal Bledsoe              | 701 The New Deal                                |              |              |              |              |              |              | drugoplanowa | [ 7 ] [ 84 ]                                  |
| Luke                                       | Tobias Jelinek                         | 701 The New Deal                                |              |              |              |              |              |              | drugoplanowa | [ 7 ] [ 84 ]                                  |
| Daniel Sousa                               | Enver Gjokaj                           | 703 Alien Commies from the Future!              |              |              |              |              |              |              | drugoplanowa | [ 109 ]                                       |
| Sibyl                                      | Tamara Taylor                          | 703 Alien Commies from the Future!              |              |              |              |              |              |              | drugoplanowa | [ 109 ]                                       |
| Kora                                       | Dianne Doan                            | 708 After, Before                               |              |              |              |              |              |              | drugoplanowa | [ 110 ]                                       |

## Emisja i wydanie
Serial emitowany był na antenie ABC od 24 września 2013 do 12 sierpnia 2020 roku. W Polsce serial emitowany był na kanale Fox Polska od 28 stycznia 2014 roku. Pierwszy sezon został pokazany również na antenie TVP1 od 3 marca 2015 roku. Pierwsze cztery sezony były dostępne w Polsce od 6 października 2017 roku w serwisie Showmax, w którym swoją premierę miał również piąty sezon od 3 grudnia 2017 roku.
Pierwszy i drugi sezon został wydany w Stanach Zjednoczonych na DVD i Blu-ray odpowiednio 9 września 2014 i 18 września 2015 roku. 20 listopada 2014 roku został udostępniony w USA pierwszy sezon serialu w serwisie Netflix, a kolejne 11 czerwca 2015 i 18 czerwca 2016 roku. Do wydania DVD i Blu-ray pierwszego sezonu został dołączony dokument Marvel Studios: Assembling a Universe.

### Odcinki
| Sezon | Sezon | Odcinki | Oryginalna emisja Stany Zjednoczone | Oryginalna emisja Stany Zjednoczone | Oryginalna emisja Stany Zjednoczone | Oryginalna emisja Polska | Oryginalna emisja Polska | Wydanie          | Wydanie              | Wydanie           | Wydanie          | Wydanie              | Wydanie |
| Sezon | Sezon | Odcinki | Oryginalna emisja Stany Zjednoczone | Oryginalna emisja Stany Zjednoczone | Oryginalna emisja Stany Zjednoczone | Oryginalna emisja Polska | Oryginalna emisja Polska | DVD              | DVD                  | DVD               | Blu-ray          | Blu-ray              |         |
| Sezon | Sezon | Odcinki | Premiera sezonu                     | Finał sezonu                        | Dzień i godzina emisji              | Premiera sezonu          | Finał sezonu             | Region 1         | Region 2             | Region 4          | Region A         | Region B             |         |
| ----- | ----- | ------- | ----------------------------------- | ----------------------------------- | ----------------------------------- | ------------------------ | ------------------------ | ---------------- | -------------------- | ----------------- | ---------------- | -------------------- | ------- |
|       | 1     | 22      | 24 września 2013                    | 13 maja 2014                        | wtorek, 20:00                       | 28 stycznia 2014         | 17 czerwca 2014          | 9 września 2014  | 20 października 2014 | 12 listopada 2014 | 9 września 2014  | 20 października 2014 |         |
|       | 2     | 22      | 23 września 2014                    | 12 maja 2015                        | wtorek, 21:00                       | 14 października 2014     | 16 czerwca 2015          | 18 września 2015 | 19 października 2015 | 11 listopada 2015 | 18 września 2015 | 19 października 2015 |         |
|       | 3     | 22      | 29 września 2015                    | 17 maja 2016                        | wtorek, 21:00                       | 6 listopada 2015         | 24 czerwca 2016          | BRAK DANYCH      | 30 stycznia 2017     | 1 marca 2017      | 3 lutego 2017    | 30 stycznia 2017     |         |
|       | 4     | 22      | 20 września 2016                    | 16 maja 2017                        | wtorek, 22:00                       | 8 grudnia 2016           | 10 czerwca 2017          | BRAK DANYCH      | BRAK DANYCH          | BRAK DANYCH       | 4 lipca 2018     | 2 lipca 2018         |         |
|       | 5     | 22      | 1 grudnia 2017                      | 18 maja 2018                        | piątek, 21:00                       | 3 grudnia 2017           | 20 maja 2018             | BRAK DANYCH      | BRAK DANYCH          | BRAK DANYCH       | 3 lipca 2019     | 1 października 2018  |         |
|       | 6     | 13      | 10 maja 2019                        | 2 sierpnia 2019                     | piątek, 20:00                       | 14 czerwca 2022          | 14 czerwca 2022          | BRAK DANYCH      | BRAK DANYCH          | BRAK DANYCH       | 22 kwietnia 2020 | BRAK DANYCH          |         |
|       | 7     | 13      | 27 maja 2020                        | 12 sierpnia 2020                    | środa, 22:00                        | 14 czerwca 2022          | 14 czerwca 2022          | BRAK DANYCH      | BRAK DANYCH          | BRAK DANYCH       | 2 czerwca 2021   | BRAK DANYCH          |         |

## Produkcja

### Rozwój projektu

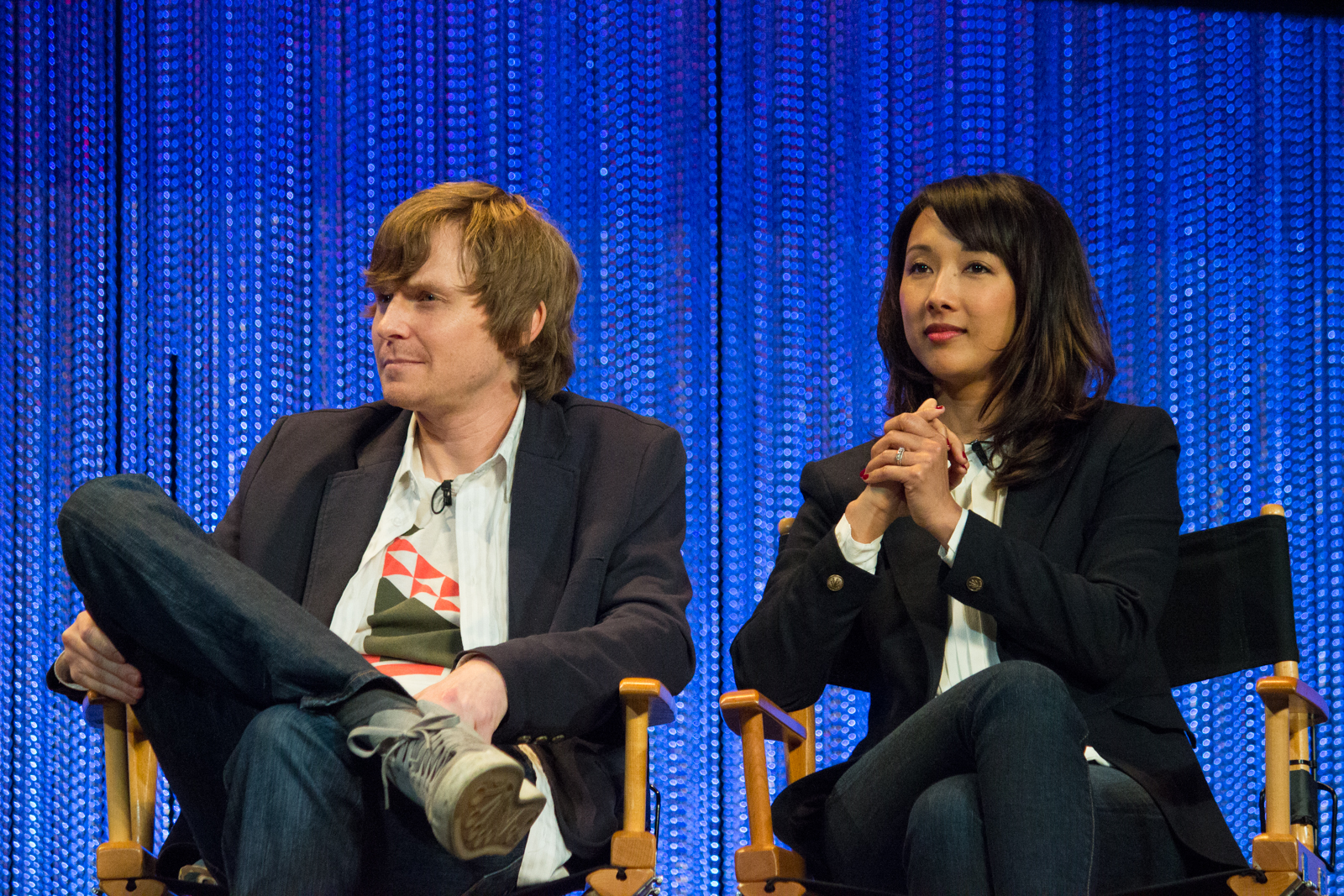
Twórcy serialu Jed Whedon i Maurissa Tancharoen podczas PaleyFest 2014

W sierpniu 2012 roku ogłoszono, że reżyser filmu Avengers, Joss Whedon będzie pracował przy nadchodzącym projektem dla ABC i osadzonym w Filmowym Uniwersum Marvela. Kilka tygodni później stacja zamówiła pilot do serialu pod tytułem „S.H.I.E.L.D.”, którego reżyserię powierzono Jossowi Whedonowi, który również odpowiadał za scenariusz razem z Jedem Whedonem i Maurissą Tancharoen. Jed Whedon, Jeffrey Bell i Maurissa Tancharoen zostali showunnerami serialu. W kwietniu 2013 roku, ABC podało informację, że serial będzie nosił tytuł „Marvel’s Agents of S.H.I.E.L.D.”, natomiast w maju tego samego roku został oficjalnie przedstawiony w ramówce stacji na sezon 2013/14. W lipcu 2013 roku ogłoszono, że za scenariusz serialu będą odpowiedzialni Joss Whedon, Jed Whedon, Jeff Bell, Paul Zbyszewski, Monica Owusu-Breen, Brent Fletcher, Lauren LeFranc, Rafe Judkins i Shalisha Francis. 10 października 2013 roku ABC zamówiło pełny sezon składający się z 22 odcinków.
8 maja 2014 roku, stacja ABC zamówiła drugi sezon, a 7 maja 2015 roku, trzeci. 3 marca 2016 roku ogłoszono zamówienie 4 sezonu.
11 maja 2017 roku poinformowano, że stacja zamówiła piąty sezon. 14 maja 2018 roku serial otrzymał szósty sezon, a 16 listopada tego samego roku został on przedłużony o 7 sezon.
18 lipca 2019 roku poinformowano, że serial zostanie zakończony po siódmym sezonie.

### Casting

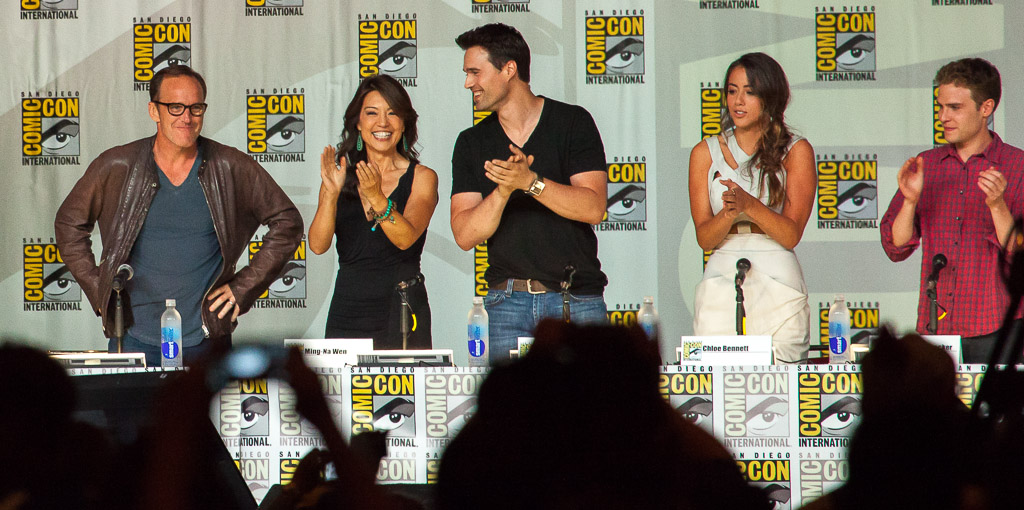
Obsada serialu podczas San Diego Comic-Con International 2013

W październiku 2012 roku ujawniono, że Clark Gregg jako Phil Coulson powtórzy rolę z wcześniejszych filmów MCU. W tym samym miesiącu Ming-Na Wen została obsadzona w roli Melindy May. W listopadzie 2012 roku poinformowano, że Elizabeth Henstridge, Iain De Caestecker i Brett Dalton wcielą się w Jemmę Simmons, Leo Fitza i Granta Warda. W grudniu 2012 roku do obsady dołączyła Chloe Bennet jako Skye.
W lipcu 2014 roku poinformowano, że dołączył do nich w drugim sezonie Nick Blood jako Lance Hunter. W sierpniu 2014 roku Adrianne Palicki została obsadzona w roli drugoplanowej jako Bobbie Morse, która awansowała do głównej obsady od odcinka Wstrząsy wtórne.
W czerwcu 2015 roku poinformowano, że swoje role powtórzą również Luke Mitchell jako Lincoln Campbell i Henry Simmons jako Alphonso „Mack” MacKenzie, którzy awansowali z ról drugoplanowych w sezonie drugim do głównej obsady w sezonie trzecim.
W czerwcu 2016 roku poinformowano, że w czwartym sezonie powrócą Clark Gregg jako Phil Coulson, Ming-Na Wen jako Melinda May, Elizabeth Henstridge jako Jemma Simmons, Iain De Caestecker jako Leo Fitz, Chloe Bennet jako Daisy Johnson i Henry Simmons jako Alphonso „Mack” MacKenzie. W lipcu 2016 roku ujawniono, że John Hannah, który pojawił się w trzecim sezonie jako Holden Radcliffe został awansowany do głównej obsady.
W maju 2017 roku ujawniono, że w piątym sezonie powrócą Clark Gregg jako Phil Coulson, Ming-Na Wen jako Melinda May i Chloe Bennet jako Daisy Johnson, natomiast w czerwcu tego samego roku poinformowano, że powrócą również Elizabeth Henstridge jako Jemma Simmons i Iain De Caestecker jako Leo Fitz, a miesiąc później – Henry Simmons jako Alphonso „Mack” MacKenzie. W sierpniu 2017 roku poinformowano, że swoją rolę powtórzy Natalia Cordova-Buckley jako Elena „Yo–Yo” Rodriguez, natomiast na początku października tego samego roku, że awansowała ona do głównej obsady serialu.
W lipcu 2018 roku poinformowano, że Ming-Na Wen jako Melinda May, Chloe Bennet jako Daisy Johnson, Elizabeth Henstridge jako Jemma Simmons, Iain De Caestecker jako Leo Fitz, Henry Simmons jako Alphonso „Mack” MacKenzie i Natalia Cordova-Buckley jako Elena „Yo–Yo” Rodriguez powrócą w sezonie szóstym oraz że Jeff Ward jako Deke Shaw awansował do głównej obsady w serialu z drugoplanowej w sezonie piątym. W listopadzie tego samego roku ujawniono, że powrócą oni również w sezonie siódmym.

## Promocja
Dla ostatnich sześciu odcinków sezonu pierwszego i dwunastu ostatnich sezonu drugiego Marvel prowadził akcję promocyjną o nazwie „Marvel’s Agents of S.H.I.E.L.D.: The Art of Level Seven”: w każdy czwartek przed premierą nowego odcinka pokazywano grafikę go promującą, która przedstawiała kluczowe wydarzenia w nadchodzącym epizodzie
W lipcu 2014 roku Marvel Comics wydało komiks powiązany Agents of S.H.I.E.L.D.: The Chase, którego wydarzenia osadzone są w sezonie pierwszym, pomiędzy odcinkami Nasiona i Tory.

## Odbiór

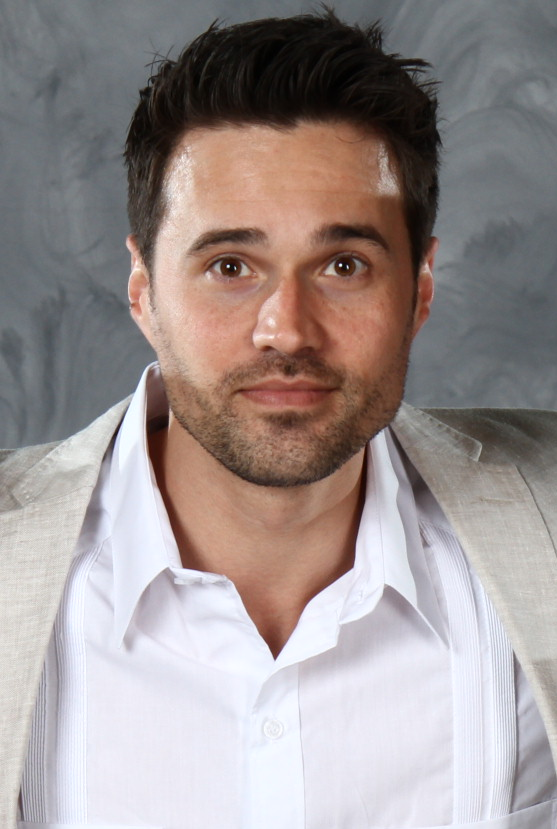
Brett Dalton wcielający się w postać Granta Warda otrzymał nagrodę Teen Choice Awards w 2014 roku.

### Oglądalność i krytyka w mediach
| Sezon | Sezon | Oglądalność (w milionach) | Oglądalność (w milionach) | Oglądalność (w milionach)   | Krytyka w mediach | Krytyka w mediach |
| Sezon | Sezon | Premiera sezonu           | Finał sezonu              | Średnia wliczjąc widzów DVR | Rotten Tomatoes   | Metacritic        |
| ----- | ----- | ------------------------- | ------------------------- | --------------------------- | ----------------- | ----------------- |
|       | 1     | 12,12                     | 5,45                      | 8,31                        | 85%               | 74                |
|       | 2     | 5,98                      | 3,88                      | 7,46                        | 94%               | BRAK DANYCH       |
|       | 3     | 4,90                      | 3,03                      | 5,52                        | 100%              |                   |
|       | 4     | 3,44                      | 2,08                      | 4,22                        | 92%               |                   |

W Polsce wyniki oglądalności zostały podane tylko przez TVP1 dla dwóch odcinków pierwszego sezonu. Odcinek Pierwsze zadanie obejrzało 1,04 miliona widzów (udział w rynku 6,32%), a Obiekt 0-8-4 0,85 miliona (udział w rynku 5,11%).

### Nagrody i nominacje
| Rok  | Ceremonia                                   | Kategoria                                                       | Nominowani                                          | Rezultat  | Przypis |
| ---- | ------------------------------------------- | --------------------------------------------------------------- | --------------------------------------------------- | --------- | ------- |
| 2013 | Critics’ Choice Television Awards           | Najbardziej ekscytujący nowy serial                             | Agenci T.A.R.C.Z.Y.                                 | Wygrana   | [ 179 ] |
| 2013 | Television Critics Association Awards       | Najbardziej obiecujący serial debiutujący jesienią              | Agenci T.A.R.C.Z.Y.                                 | Wygrana   | [ 180 ] |
| 2014 | Złota Szpula                                | Najlepszy montaż muzyki w odcinku serialu za odcinek pilotażowy | Agenci T.A.R.C.Z.Y.                                 | Nominacja | [ 181 ] |
| 2014 | People’s Choice Awards                      | Ulubiona aktorka w nowym serialu                                | Ming-Na Wen                                         | Nominacja | [ 182 ] |
| 2014 | People’s Choice Awards                      | Ulubiony nowy serial dramatyczny                                | Agenci T.A.R.C.Z.Y.                                 | Nominacja | [ 182 ] |
| 2014 | Emmy Awards                                 | Efekty specjalne                                                | T.A.H.I.T.I.                                        | Nominacja | [ 183 ] |
| 2014 | Nagroda Satelita                            | Najlepszy serial lub miniserial                                 | Agenci T.A.R.C.Z.Y.                                 | Nominacja | [ 184 ] |
| 2014 | Saturn Awards                               | Najlepszy serial telewizji ogólnokrajowej                       | Agenci T.A.R.C.Z.Y.                                 | Nominacja | [ 185 ] |
| 2014 | Online Film & Television Association Awards | Najlepszy dźwięk w serialu                                      | Agenci T.A.R.C.Z.Y.                                 | Nominacja | [ 186 ] |
| 2014 | Online Film & Television Association Awards | Najlepsze efekty specjalne w serialu                            | Agenci T.A.R.C.Z.Y.                                 | Nominacja | [ 186 ] |
| 2014 | Teen Choice Awards                          | Telewizyjny przełomowy męski występ aktorski                    | Brett Dalton                                        | Wygrana   | [ 187 ] |
| 2014 | Visual Effects Society Awards               | Efekty specjalne w serialu telewizyjnym                         | Pierwsze zadanie                                    | Nominacja | [ 188 ] |
| 2015 | People’s Choice Awards                      | Ulubiony serial science-fiction / fantasy                       | Agenci T.A.R.C.Z.Y.                                 | Nominacja | [ 189 ] |
| 2015 | TVLine’s Performer of the Week              | Występ w odcinku Melinda                                        | Ming-Na Wen                                         | Wygrana   | [ 190 ] |
| 2015 | Kids’ Choice Awards                         | Ulubiony rodzinny serial telewizyjny                            | Agenci T.A.R.C.Z.Y.                                 | Nominacja | [ 191 ] |
| 2015 | Kids’ Choice Awards                         | Ulubiona aktorka telewizyjna                                    | Chloe Bennet                                        | Nominacja | [ 191 ] |
| 2015 | Saturn Awards                               | Najlepszy serial o superbohaterach                              | Agenci T.A.R.C.Z.Y.                                 | Nominacja | [ 192 ] |
| 2015 | Visual Effects Society Awards               | Efekty specjalne w serialu telewizyjnym                         | Agenci T.A.R.C.Z.Y.                                 | Nominacja | [ 193 ] |
| 2015 | Teen Choice Awards                          | Ulubiony serial fantasy / science-fiction                       | Agenci T.A.R.C.Z.Y.                                 | Nominacja | [ 194 ] |
| 2015 | Emmy Awards                                 | Najlepsze efekty specjalne                                      | Parszywa szóstka                                    | Nominacja | [ 195 ] |
| 2015 | Online Film & Television Association Awards | Najlepsze efekty specjalne w serialu telewizyjnym               | Agenci T.A.R.C.Z.Y.                                 | Nominacja | [ 196 ] |
| 2015 | TVLine’s Performer of the Week              | Występ w odcinku Prawa natury                                   | Iain De Caestecker                                  | Wygrana   | [ 197 ] |
| 2015 | TVLine’s Performer of the Week              | Występ w odcinku 4 722 godziny                                  | Elizabeth Henstridge                                | Wygrana   | [ 198 ] |
| 2016 | Irish Film & Television Awards              | Najlepsza aktorka w roli drugoplanowej w serialu telewizyjnym   | Ruth Negga                                          | Nominacja | [ 199 ] |
| 2016 | Kids’ Choice Awards                         | Ulubiony rodzinny serial telewizyjny                            | Agenci T.A.R.C.Z.Y.                                 | Nominacja | [ 200 ] |
| 2016 | Kids’ Choice Awards                         | Ulubiona aktorka telewizyjna                                    | Chloe Bennet                                        | Nominacja | [ 200 ] |
| 2016 | Kids’ Choice Awards                         | Ulubiona aktorka telewizyjna                                    | Ming-Na Wen                                         | Nominacja | [ 200 ] |
| 2016 | TVLine’s Performer of the Week              | Występ w odcinku Złośliwa riposta                               | Adrianne Palicki                                    | Nominacja | [ 201 ] |
| 2016 | Saturn Awards                               | Najlepszy serial o superbohaterach                              | Agenci T.A.R.C.Z.Y.                                 | Nominacja | [ 202 ] |
| 2016 | Teen Choice Awards                          | Najlepszy telewizyjny złoczyńca                                 | Brett Dalton                                        | Nominacja | [ 203 ] |
| 2016 | California on Location Awards               | Dyrektor lokacji roku – godzinny program telewizyjny            | Justin Hill                                         | Wygrana   | [ 204 ] |
| 2017 | TVLine’s Performer of the Week              | Występ w odcinku Niespełnione obietnice                         | Henry Simmons i Natalia Cordova-Buckley             | Nominacja | [ 205 ] |
| 2017 | TVLine’s Performer of the Week              | Występ w odcinku Niebezpieczna sprawa                           | Patton Oswalt                                       | Nominacja | [ 206 ] |
| 2017 | TVLine’s Performer of the Week              | Występ w odcinku Samokontrola                                   | Iain De Caestecker i Elizabeth Henstridge           | Nominacja | [ 207 ] |
| 2017 | Kids’ Choice Awards                         | Ulubiony rodzinny serial telewizyjny                            | Agenci T.A.R.C.Z.Y.                                 | Nominacja | [ 208 ] |
| 2017 | Saturn Awards                               | Najlepszy serial o superbohaterach                              | Agenci T.A.R.C.Z.Y.                                 | Nominacja | [ 209 ] |
| 2018 | TVLine’s Performer of the Week              | Występ w odcinku Ostatni Dzień                                  | Ming-Na Wen                                         | Nominacja | [ 210 ] |
| 2018 | VES Awards                                  | Najlepsze efekty specjalne w serialu                            | Agenci T.A.R.C.Z.Y., odc. Orientacja Część pierwsza | Nominacja | [ 211 ] |
| 2018 | Saturn Awards                               | Najlepszy serial o superbohaterach                              | Agenci T.A.R.C.Z.Y.                                 | Nominacja | [ 212 ] |
| 2018 | Teen Choice Awards                          | Ulubiony serial akcji                                           | Agenci T.A.R.C.Z.Y.                                 | Nominacja | [ 213 ] |
| 2018 | Teen Choice Awards                          | Ulubiona aktorka w serialu akcji                                | Chloe Bennet                                        | Nominacja | [ 213 ] |